# José Iván Gutiérrez

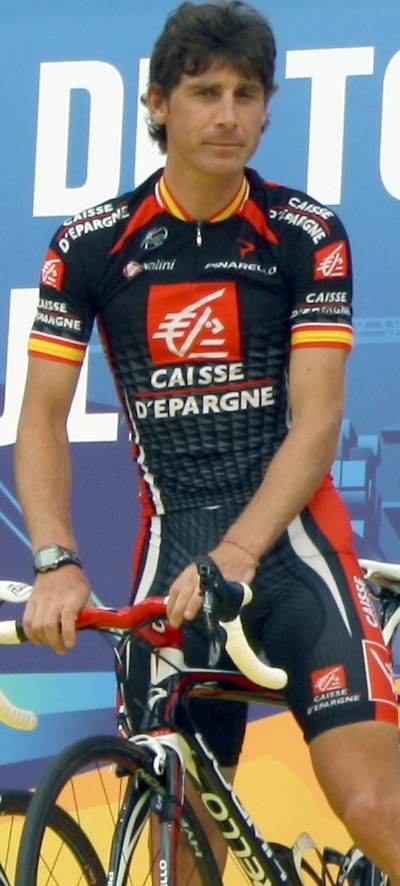
José Iván Gutiérrez bei der Tour-de-France-Teampräsentation 2010

José Iván Gutiérrez Palacios (* 27. November 1978 in Hinojedo, Kantabrien) ist ein ehemaliger spanischer Radrennfahrer.

## Sportliche Karriere
Nachdem José Iván Gutiérrez bei den Straßenweltmeisterschaften 1999 den Titel im Einzelzeitfahren der U23 gewonnen hatte, schloss er sich im Jahr 2000 dem Radsportteam ONCE an und beendete seine Karriere mit Ablauf der Saison 2014 beim UCI ProTeam Movistar.
Zu den größten Erfolgen seiner Karriere zählt die Silbermedaille im Zeitfahren der Straßenweltmeisterschaften 2005, die spanischen Meisterschaften  im Straßenrennen 2001 und im Zeitfahren 2000, 2004, 2005 und 2007. Gutiérrez ist außerdem zweimaliger Sieger der Eneco Tour. 2004 startete er bei den Olympischen Spielen in Athen; das Straßenrennen beendete er nicht, und im Zeitfahren belegte er Platz 15.

## Erfolge
1999
- Straßenweltmeisterschaften Einzelzeitfahren

2000
- Spanischer Meister – Einzelzeitfahren

2001
- Spanischer Meister – Straßenrennen
- Gesamtwertung GP CTT Correios de Portugal

2002
- Gran Premio de Llodio
- eine Etappe Burgos-Rundfahrt

2003
- Giro dell’Emilia
- Escalada a Montjuïc

2004
- Spanischer Meister – Zeitfahren
- eine Etappe Murcia-Rundfahrt
- eine Etappe Vuelta Castilla y León

2005
- Clásica de Almería
- Spanischer Meister – Zeitfahren
- Straßenweltmeisterschaften Einzelzeitfahren

2006
- eine Etappe Mittelmeer-Rundfahrt
- Gesamtwertung und eine Etappe Murcia-Rundfahrt
- zwei Etappen Burgos-Rundfahrt

2007
- Gesamtwertung Mittelmeer-Rundfahrt
- Spanischer Meister – Zeitfahren
- Gesamtwertung ENECO Tour

2008
- eine Etappe Valencia-Rundfahrt
- Gesamtwertung und eine Etappe ENECO Tour

2009
- Mannschaftszeitfahren Mittelmeer-Rundfahrt

2010
- Spanischer Meister – Straßenrennen

## Grand-Tour-Platzierungen
| Grand Tour            | 2000 | 2001 | 2002 | 2003 | 2004 | 2005 | 2006 | 2007 | 2008 | 2009 | 2010 | 2011 | 2012 | 2013 | 2014 |
| --------------------- | ---- | ---- | ---- | ---- | ---- | ---- | ---- | ---- | ---- | ---- | ---- | ---- | ---- | ---- | ---- |
| Giro d’ItaliaGiro     | –    | –    | –    | –    | –    | –    | 24   | –    | –    | –    | –    | –    | –    | –    | –    |
| Tour de FranceTour    | DNF  | 64   | –    | –    | –    | –    | –    | 22   | 56   | 71   | 48   | 102  | DNF  | DNF  | –    |
| Vuelta a EspañaVuelta | –    | –    | 100  | –    | 51   | DNF  | –    | –    | –    | –    | –    | –    | –    | 119  | –    |

## Teams
- 1999 O.N.C.E.-Deutsche Bank (Stagiaire)
- 2000 O.N.C.E.-Deutsche Bank
- 2001 O.N.C.E.-Eroski
- 2002 iBanesto.com
- 2003 iBanesto.com
- 2004 Illes Balears-Banesto
- 2005 Illes Balears-Caisse d’Epargne
- 2006 Caisse d’Epargne-Illes Balears
- 2007 Caisse d’Epargne
- 2008 Caisse d’Epargne
- 2009 Caisse d’Epargne
- 2010 Caisse d’Epargne
- 2011 Movistar
- 2012 Movistar
- 2013 Movistar
- 2014 Movistar Team